# بوب غراي (سياسي)
بوب غراي هو سياسي أمريكي، ولد في 6 سبتمبر 1971. نشط حزبياً في الحزب الجمهوري. وقد انتخب عضو مجلس ولاية داكوتا الجنوبية ‏.